# نارايان غانج
نارايان غانج (بالبنغالية: নারায়ণগঞ্জ Naraeongônj)، هي مدينة في وسط بنغلاديش، وهي عاصمة منطقة نارايان غانج، وتقع بالقرب من العاصمة دكا ويبلغ عدد سكان مدينة نارايان غانج حوالي 967,951 نسمة. تقع المدينة على ضفة نهر شيتالاكشيا. وتضم المدينة ميناء نارايان غانج وهو ميناء مهم للشحن النهري والصناعي. وهو مركزًا للأعمال والصناعة، وخاصة تجارة الجوت ومعامل التصنيع، وقطاع النسيج في بنغلاديش).

## السكان
| الدين في مدينة نارايان جانج (2011) | الدين في مدينة نارايان جانج (2011) | الدين في مدينة نارايان جانج (2011) | الدين في مدينة نارايان جانج (2011) | الدين في مدينة نارايان جانج (2011) |
| ---------------------------------- | ---------------------------------- | ---------------------------------- | ---------------------------------- | ---------------------------------- |
| الديت                              | الديت                              |                                    | النسبة                             | النسبة                             |
| الإسلام                            | الإسلام                            |                                    | 91.22%                             | 91.22%                             |
| الهندوسية                          | الهندوسية                          |                                    | 8.71%                              | 8.71%                              |
| ديانات أخرى أو لم يذكر             | ديانات أخرى أو لم يذكر             |                                    | 0.07%                              | 0.07%                              |

وفقًا لتعداد بنغلاديش لعام 2011، كان في شركة نارايانجانج سيتي كوربوريشن الحالية 165637 أسرة وبلغ عدد سكانها 709381 نسمة. وكان 138130 (19.47%) منهم دون سن 10 سنوات. وكان معدل الإلمام بالقراءة والكتابة (7 سنوات فأكثر) في نارايانجانج 66.37%، مقارنة بالمتوسط الوطني البالغ 51.8%، ونسبة الجنس 943 أنثى لكل 1000 ذكر، في عام 2022، بلغ عدد سكان شركة مدينة نارايانجانج سيتي نحو 967951 نسمة.